# Skogträsket
Skogträsket (sam Gábmagatj) är en sjö i Arvidsjaurs kommun i Lappland och ingår i Byskeälvens huvudavrinningsområde. Sjön har en area på 1,18 kvadratkilometer och ligger 352 meter över havet. Skogträsket ligger i Byskeälven Natura 2000-område. Sjön avvattnas av vattendraget Skogträskbäcken (sam Gábmagatjjuhka).

## Delavrinningsområde
Skogträsket ingår i det delavrinningsområde (725387-167975) som SMHI kallar för Utloppet av Skogträsket. Medelhöjden är 381 meter över havet och ytan är 16,62 kvadratkilometer. Det finns inga avrinningsområden uppströms utan avrinningsområdet är högsta punkten. 
Skogträskbäcken/Gábmagatjjuhka som avvattnar avrinningsområdet har biflödesordning 3, vilket innebär att vattnet flödar genom totalt 3 vattendrag innan det når havet efter 111 kilometer. Avrinningsområdet består mestadels av skog (51 procent) och sankmarker (35 procent). Avrinningsområdet har 1,18 kvadratkilometer vattenytor vilket ger det en sjöprocent på 7,1 procent.